# 長和殿

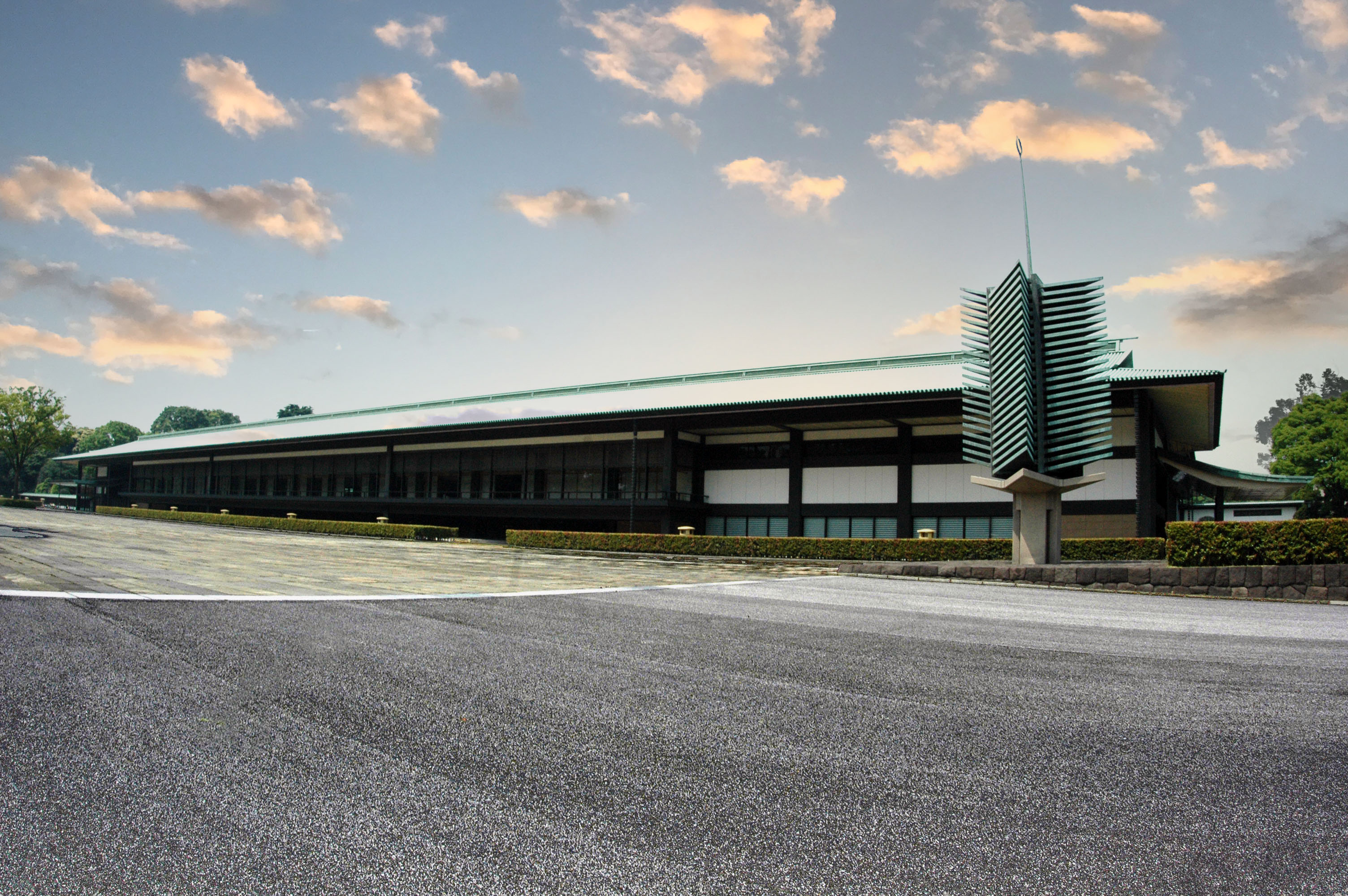
東庭と長和殿、松の塔

長和殿（ちょうわでん）は、日本の皇居宮殿の殿舎のひとつ。
東庭に面する南北163メートルの横長の建物で、レセプション、謁見、参殿者の休所、記者会見場など多目的に利用される。南側は回廊、北側は豊明殿と接続する。一般参賀は東庭で行われ、天皇や皇族は長和殿ベランダに立つ。内部には玄関ホールの北溜や南溜、北の間、石橋（しゃっきょう）の間、春秋の間、松風の間、波の間の各部屋がある。
また長和殿には宮殿の玄関である南車寄や北車寄があり、国賓などを迎える際には特に南車寄を使用する。

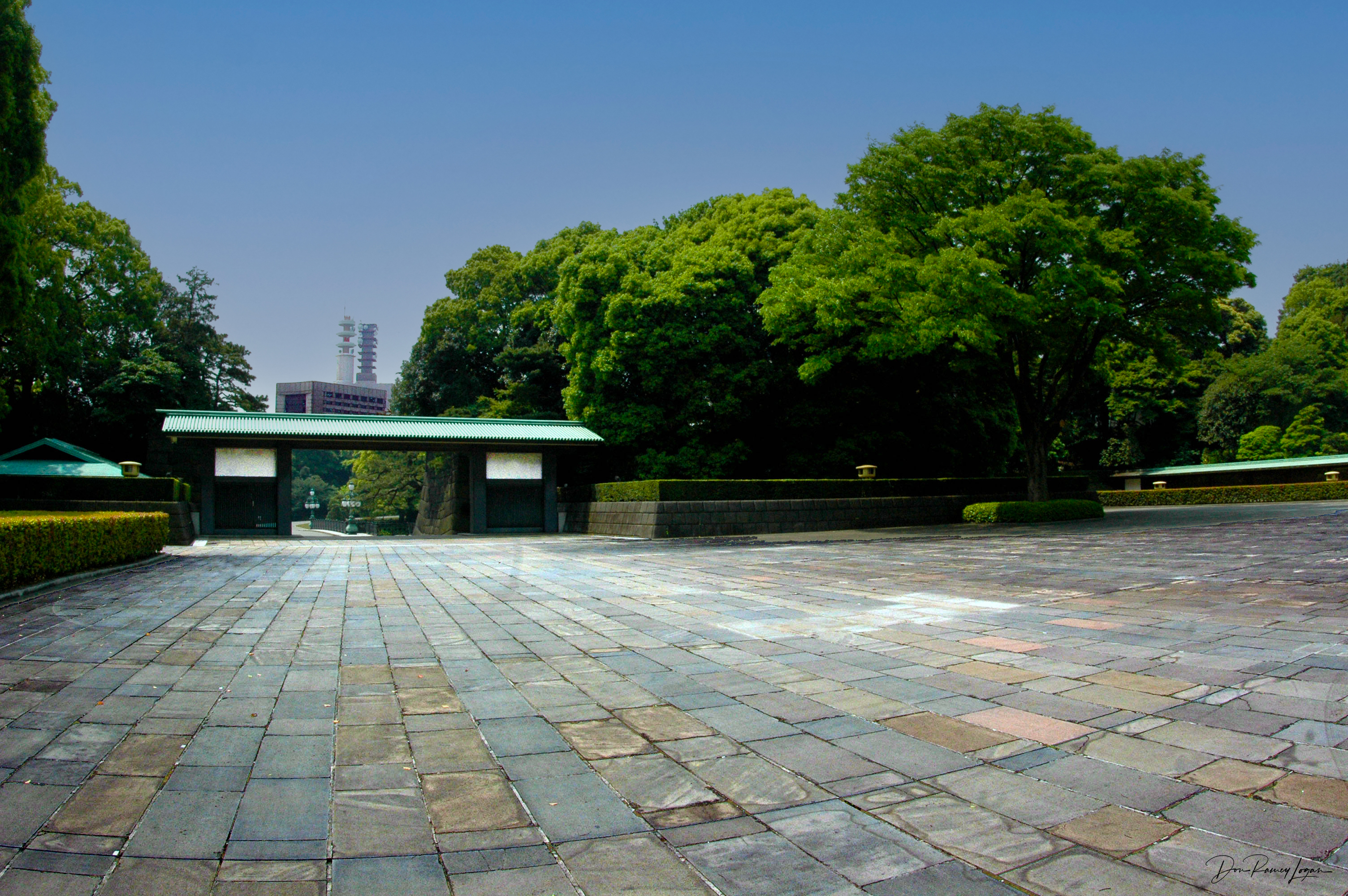
北龍町入口
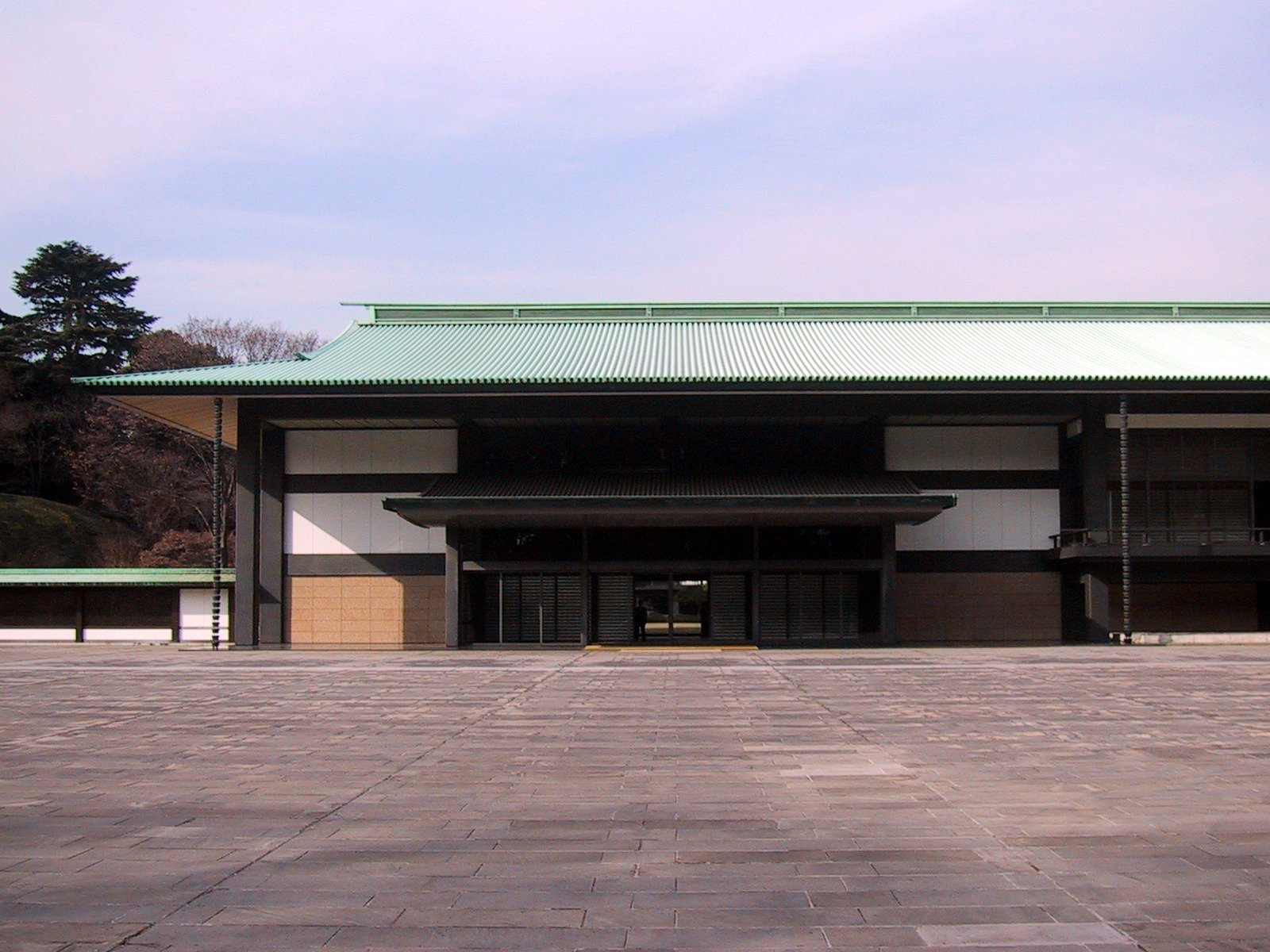
南車寄
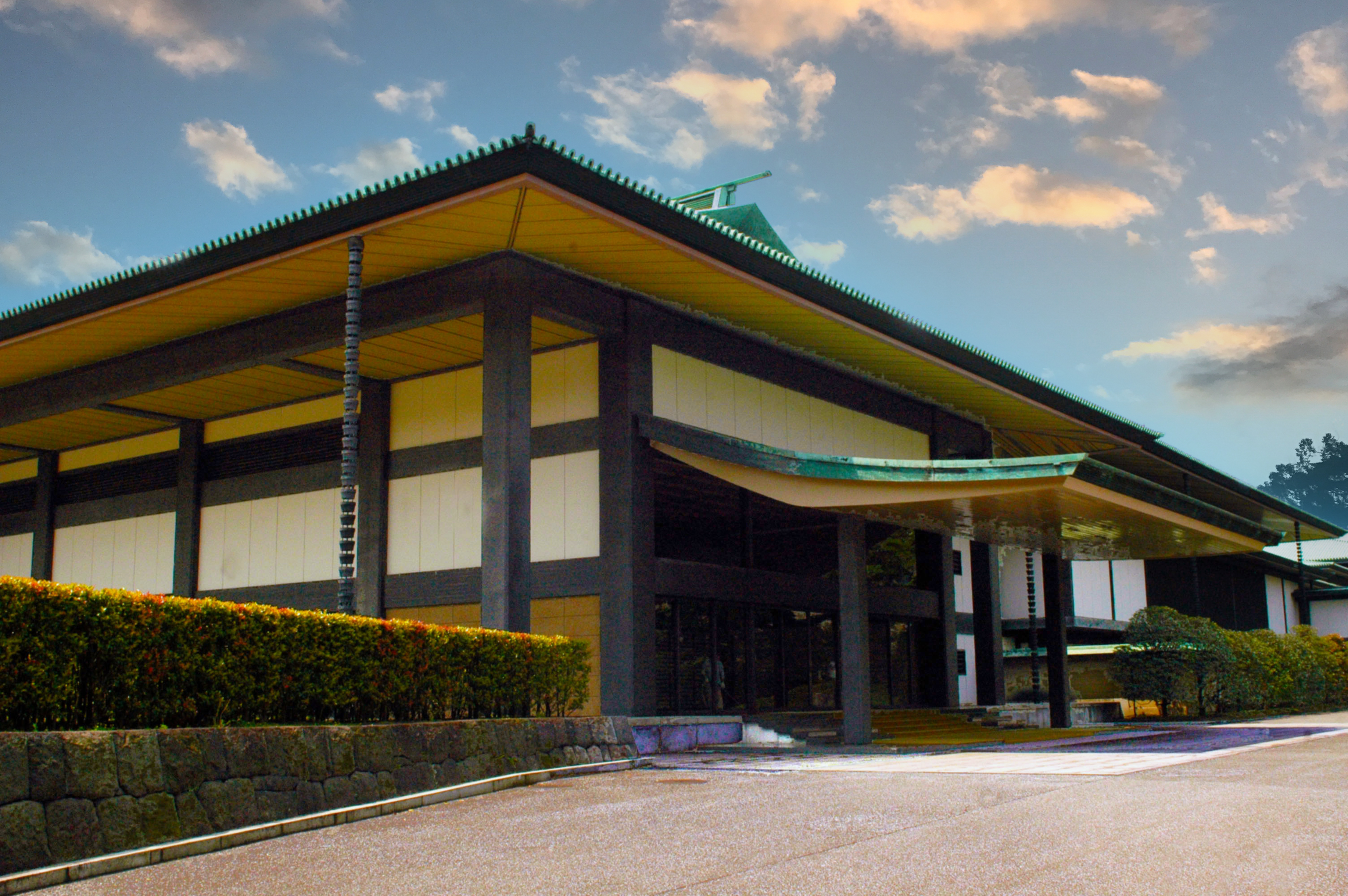
北車寄
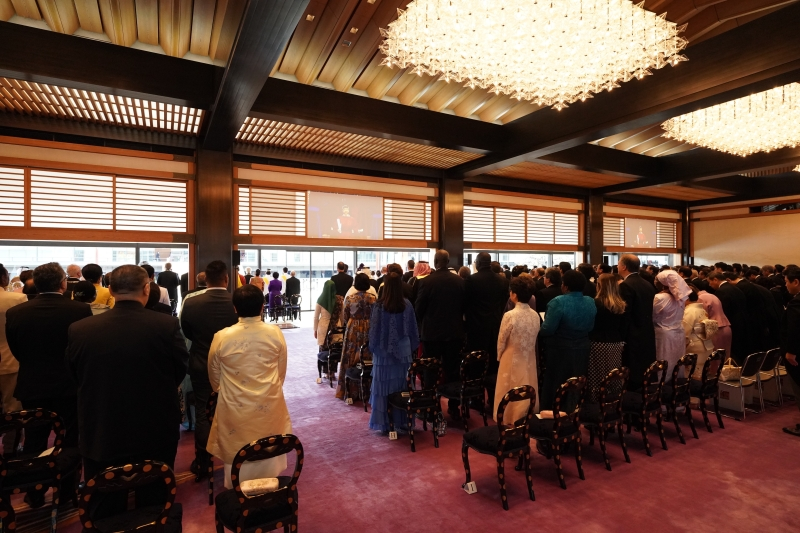
春秋の間